# Heartbreaker (canción de will.i.am)
«Heartbreaker» es el segundo sencillo del cantante estadounidense Will.i.am. Se incluye dentro de su tercer álbum Songs about girls. Existe una versión difundida en Gran Bretaña en la que colabora la cantante británica Cheryl Cole. Luego esta versión se usaría para grabar el video promocional de la canción. Posteriormente, se incluyó esta versión en el álbum debut de Cheryl Cole, 3 Words, lanzado en octubre de 2009.

## Colaboración conCheryl Cole
La aparición de Cheryl Cole en el video vino como consecuencia del promograma de televisión "Passions of Girls Aloud" en el que participa Cole. En el programa Cole aprendió a bailar bailes urbanos.En uno de los episodio Cheryl se presentó al casting para seleccionar a la bailarina que aparecería en el vídeo. Cole bailó y cantó la parte de los coros que le correspondía a la chica seleccionada. La compañía de grabación sugirió a Will.i.am que Cole sería la seleccionada. Después de reunirse con ella Will.i.am admitió que la idea era perfecta. 
El dúo realizó una actuación inédita en el "Show de Graham Norton". En una aparicional promocional a GMTV Will.i.am dijo "Cheryl Cole es más caliente que Nelly Furtado".

## Video musical
El vídeo de música comienza con varios planos de will.i.am y Cheryl Cole delante de un fondo negro con luces blancas simulando estrellas móviles. Will.i.am también aparece en una coche descapotable junto a una muchacha, mientras ellos miran las estrellas móviles. En el resto del video Will.i.am baila el mismo baile que realizó Michael Jackson en el video de Billie Jean mientras las estrellas se mueven. Además también se pueden ver escenas de Cheryl Cole y Will.i.am bailando y cantando juntos.
El vídeo rápidamente llegó al número 1 en vídeos en Gran Bretaña.

## Listas
La versión del álbum de la canción ingresó en el UK Singles Chart en el número 79. La canción entró en el Top-20 dos semanas después. Después de dos semanas en número ocho, Heartbreaker alcanzó el número 4, posición máxima conseguida en UK.La canción también debutó en la posición 49 de singles en Irlanda.Heartbreaker es el primer hit del will.i.am en UK e Irlanda.
También es la decimonovena canción de Cole que logra entrar en el Top-10 de Gran Bretaña.

### Listas semanales
| Lista (2008)                         | Mejor posición |
| ------------------------------------ | -------------- |
| Dinamarca (Tracklisten)              | 24             |
| Eslovenia (Airplay Chart)            | 2              |
| Irlanda (IRMA)                       | 7              |
| Israel (Singles Chart)               | 9              |
| Letonia (Airplay Top 50)             | 26             |
| Lituania (Singles Chart)             | 13             |
| Lituania (Airplay Chart)             | 6              |
| Polonia (Nacional Top 50)            | 27             |
| Reino Unido (UK Singles Chart)       | 4              |
| Rusia (Airplay Chart)                | 9              |
| Sudáfrica (Top 40)                   | 1              |
| Turquía (Top 20 Chart)               | 1              |
| Unión Europea (Europa Singles Chart) | 11             |